# Louis Bachelier

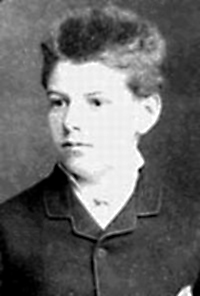
Louis Bachelier

Louis Jean-Baptiste Alphonse Bachelier (n. 11 martie 1870 - d. 28 aprilie 1946) a fost un matematician francez.
Este cunoscut ca fiind cel care a introdus conceptul de proces stohastic și cu care ulterior a fost explicată agitația termică a gazelor.
De asemenea, este considerat unul dintre pionierii matematicii financiare.